# Грб Александровца
Oпштина Александровац користи печатолики амблем са представом винске амфоре, односно крчага на коме је стилизовани грозд. У дну је исписано име града ћирилицом, а у врху година 1196.